# فرودگاه لا کوته
فرودگاه لا کوته  (به انگلیسی: La Côte Airport) یک فرودگاه خصوصی است که یک باند فرود چمن دارد و طول باند آن ۴۹۰ متر است. این فرودگاه در کشور سوئیس قرار دارد و در ارتفاع ۴۱۲ متری از سطح دریا واقع شده است.